# Nymphon strömii
Nymphon strömii är en havsspindelart som beskrevs av Krøyer, H. 1844. Nymphon strömii ingår i släktet Nymphon och familjen Nymphonidae. Inga underarter finns listade i Catalogue of Life.